# اردهان
اردهان (به ترکی استانبولی: Ardahan)، (به کردی: Ardahan)، (به ارمنی: Արդահան)، (به گرجی: არტაანი) شهری است در کشور ترکیه که در استان اردهان واقع شده‌است. جمعیت این شهر بر اساس سرشماری سال ۲۰۰۸ میلادی ۱۶٬۹۲۳ نفر و بر اساس برآوردهای سال ۲۰۰۹ میلادی ۱۶٬۴۰۰ نفر می‌باشد مردم اردهان را ترک‌ها، ،گرجی‌ها، کردها و ارمنی‌ها تشکیل می‌دهند.
.

اردهان به همراه آرتوین دروازه اتصالی و ورود ترکیه به قفقاز محسوب می‌شود 